# Błędnica
Błędnica (prononciation : [bwɛndˈnit͡sa]) est un village polonais de la gmina de Małkinia Górna dans le powiat d'Ostrów Mazowiecka de la voïvodie de Mazovie dans le centre-est de la Pologne.
Il se situe à environ 6 kilomètres au nord-ouest de Małkinia Górna (siège de la gmina), 11 kilomètres au sud-est d'Ostrów Mazowiecka (siège du powiat) et à 89 kilomètres au nord-est de Varsovie (capitale de la Pologne).

## Histoire
De 1975 à 1998, le village appartenait administrativement à le powiat d'Ostrów dans la voïvodie d'Ostrołęka.